# Алтернативно позориште
Алтернативно позориште (лат. alternus, изменичан, другачији) је позориште, најчешће ванинституциално и организовано ad hoc и које приказује неконвенционални репертоар са тежњом да оствари и одређене експерименте. У овим позориштима се глумци и остали сарадници ангажују по пројекту, па је други назив за алтернативно позориште: ад хок група.
Када се говори о алтернативној уметности уопште, она се темељи на критици, деструкцији и пародији мејнстрим уметности, културе и идеологије одређеног друштва. У свету се алтернативна уметност проширила 1960-их година и више се тицала социолошког него естетског феномена. Уопштено, јавила се у виду неоавангардних и поставангардних експеримената у ликовним уметностима, позоришту, филму књижевности и музици.
У Југославији је алтернативно позориште имало процват почев од 70-их година 20. века, а у Београду су најпознатија алтернативна позоришта била:
- Драмска група А
- Позориште „Под разно”[1] итд.

### Алтернативно позориште кроз приказе и научне радове
О алтернативном позоришту су писали:
- Дејан Пенчић Пољански - Од Дружине „а“ до Позоришта Двориште, (Књижевна реч, 1977)
- Драган Клаић и Огњенка Милићевић - Алтернативно позориште у Југославији / Искуства самосталних позоришних група (Стеријино позорје, 1982)
- Филип Младеновић: Алтернативно позориште у Југославији, магистарски рад одбрањен 1993. године.
- Милена Драгићевић Шешић - Уметност и алтернатива.[2]